# Nationale Assemblee (Kaapverdië)

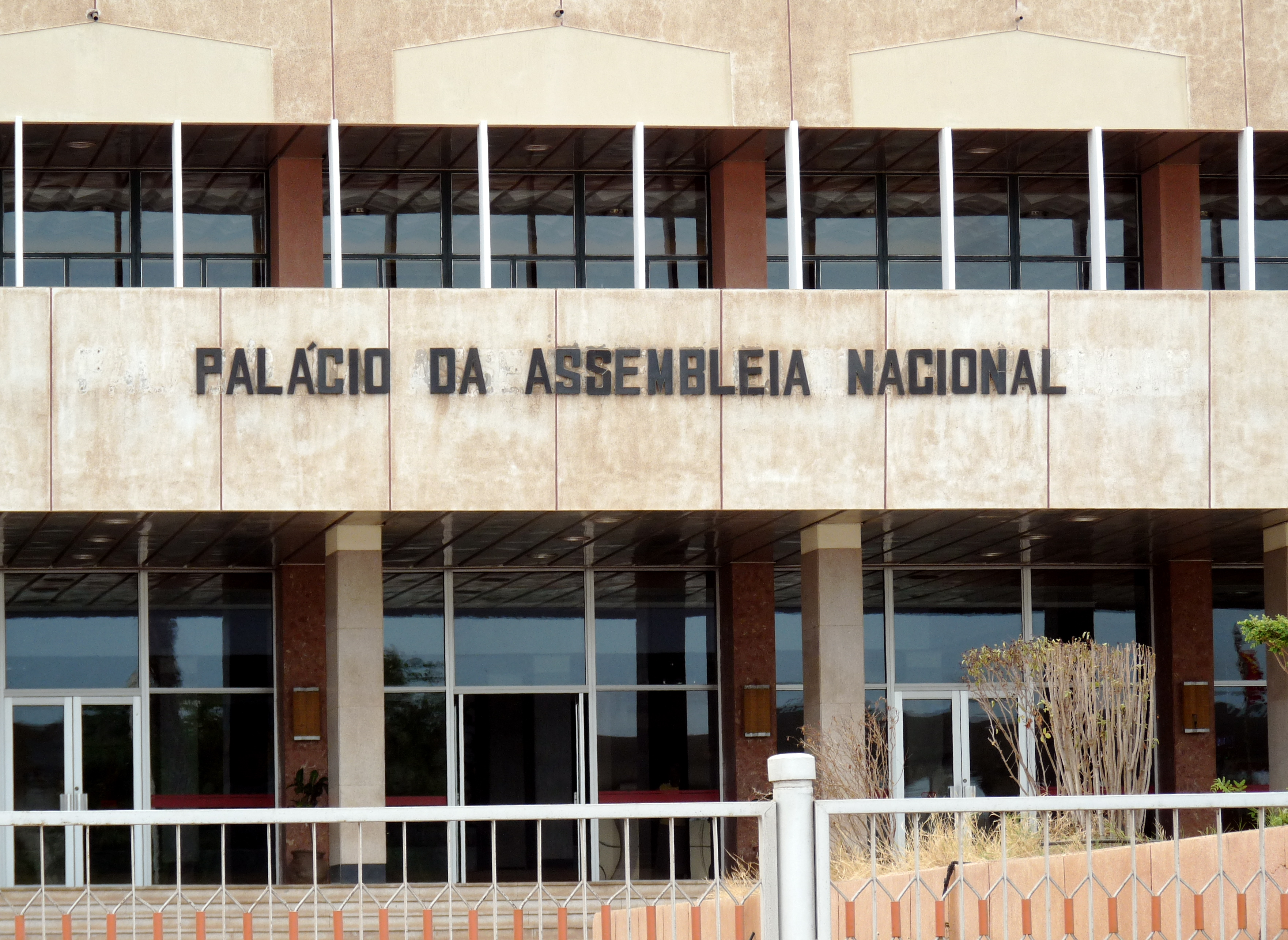
Het gebouw van de Nationale Assemblee van Kaapverdië

De Nationale Assemblee (Portugees: Assembleia Nacional) is het eenkamerige parlement van Kaapverdië. Het parlement bestaat uit 72 leden en komt bijeen in de hoofdstad Praia. Na elke verkiezingen kiest het parlement de premier. Ook kiest het parlement de rechters van het Hoger Tribunaal van Justitie.

## Zetelverdeling
Dit is een overzicht van de zetelverdeling per partij door de jaren heen.

### 1975 tot 1991
Op 5 juli 1975 verkreeg Kaapverdië de onafhankelijkheid. Dit was het gevolg van het doorvoeren van de democratische hervormingen in Portugal tijdens de Anjerrevolutie (1974). Het jaar daarop werden de Afrikaanse koloniën (Mozambique, Angola, Guinee-Bissau en Kaapverdië, Sao Tomé en Principe) onafhankelijk. Na haar onafhankelijkheid was Kaapverdië tot en met 1990 een eenpartijstaat waarin alleen de Partido Africano da Independência de Guiné e Cabo Verde (PAIGC) was toegestaan..
| Partij                                                          | 1975 | 1980 | 1985 |
| --------------------------------------------------------------- | ---- | ---- | ---- |
| Partido Africano da Independência de Guiné e Cabo Verde (PAIGC) | 56   | 63   | 83   |
| Totaal                                                          | 56   | 63   | 83   |

### 1991 tot heden
Vanaf 1991 konden stemgerechtigden kiezen uit meerdere partijen. Elk lid had vijf jaar zitting. De grootte van de Nationale Assemblee werd bij de verkiezingen in 1995 vastgesteld op 72 zetels.
| Partij                                                  | 1991 | 1995 | 2001 | 2006 | 2011 | 2016 | 2021 |
| ------------------------------------------------------- | ---- | ---- | ---- | ---- | ---- | ---- | ---- |
| Partido Africano da Independência de Cabo Verde (PAICV) | 23   | 21   | 40   | 41   | 38   | 29   | 30   |
| Movimento para a Democracia (MpD)                       | 56   | 50   | 30   | 29   | 32   | 40   | 38   |
| União Caboverdiana Independente e Democrática (UCID)    | -    | 0    | -    | 2    | 2    | 3    | 4    |
| Partido Social Democrático (PSD)                        | -    | 0    | 0    | 0    | 0    | 0    | 0    |
| Partido da Convergência Democrática (PCD)               | -    | 1    | -    | -    | -    | -    | -    |
| Aliança Democrática para a Mudança (ADM)                | -    | -    | 2    | -    | -    | -    | -    |
| Partido da Renovação Democrática (PRD)                  | -    | -    | 0    | 0    | -    | -    | -    |
| Partido de Trabalho e Solidariedade (PTS)               | -    | -    | -    | -    | 0    | 0    | 0    |
| Partido Popular (PP)                                    | -    | -    | -    | -    | -    | 0    | 0    |
| Totaal                                                  | 79   | 72   | 72   | 72   | 72   | 72   | 72   |

## Voorzitters van de Nationale Assemblee[2]
| Naam                              | Partij | Periode    |
| --------------------------------- | ------ | ---------- |
| Abilio Duarte                     | PAICV  | 1975–1991  |
| Amilcar Spencer Lopes             | MpD    | 1991–1996  |
| António do Espírito Santo Fonseca | MpD    | 1996–2001  |
| Aristides Raimundo Lima           | PAICV  | 2001–2011  |
| Basílio Mosso Ramos               | PAICV  | 2011–2016  |
| Jorge Santos                      | MpD    | 2016–2021  |
| Austelino Tavares Correia         | MpD    | sinds 2021 |